# Acanthocreagris relicta
Acanthocreagris relicta är en spindeldjursart som beskrevs av Volker Mahnert 1977. Acanthocreagris relicta ingår i släktet Acanthocreagris och familjen helplåtklokrypare. Inga underarter finns listade i Catalogue of Life.